# Язово (Омская область)
Язо́во — деревня в Оконешниковском районе Омской области России. Входит в состав Чистовского сельского поселения. Расположена на берегу озера Лебяжьего.

## История
Основана в 1778 году. В 1928 году посёлок Язово состоял из 175 хозяйств, основное население — русские. Центр Язовского сельсовета Крестинского района Омского округа Сибирского края.

## Население
| 2002 | 2010 |
| ---- | ---- |
| 272  | ↘204 |

## Известные уроженцы
- Дмитрий Язов (1924—2020) — советский и российский офицер, Маршал Советского Союза (1990), Министр обороны СССР (1987—1991).